# Front Narodowy

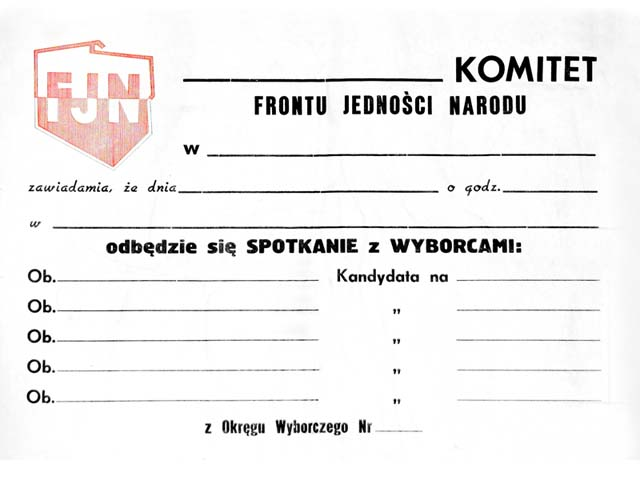
FJN-verkiezingsposter uit de jaren 70.

Het Nationaal Front (Pools: Front Narodowy) werd in 1952 opgericht onder toezicht 
van de communistische regering van Polen, in 1956 werd de naam in Front voor de Eenheid van de Natie (Front Jedności Narodu, FJN) gewijzigd.  Alleen groeperingen, de vakbond en partijen die lid waren van het Front voor de Eenheid van de Natie mochten bestaan. Sommige van de partijen en groepen
waren in de Sejm (parlement) vertegenwoordigd. Het Front voor de Eenheid van de Natie fungeerde als massaorganisatie met als doel de Poolse bevolking te winnen voor het communisme.
In 1983, tijdens het Jaruzelski-tijdeperk, werd het Front voor de Eenheid van de Natie 
opgeheven. Het werd vervangen door de Patriotyczny Ruch Odrodzenia Narodowego (PRON).

## Partijen, groeperingen en vakbond aangesloten bij het Front voor de Eenheid van de Natie
- Poolse Verenigde Arbeiderspartij (PZPR, communistisch)
- Democratische Partij (SD, centristisch)
- Poolse Boerenpartij (ZSL, agrarisch en centristisch)
- Patriotyczny Ruch Odrodzenia Narodowego (Nationale Patriottische Beweging) (PRON, bestaande uit leden van PZPR, SD en ZSL)
- PAX-Groep (Stowarzyszenie PAX, rooms-katholiek, procommunistisch, nationalistisch)
- Znak-Groep (Stowarzyszenie Znak, rooms-katholiek, vanaf 1976 Poolse Sociale-katholieke Unie genaamd)
- Christelijk Sociale Unie (UChS, rooms-katholiek)
- Socialistische Jeugdunie (ZMS, jeugdbeweging van de PZPR)
- Poolse Socialistische Jeugdunie (ZSMP, jeugdbeweging van de PZPR)
- Agrarische Jeugdunie (ZMW, jeugdbeweging Poolse Boerenpartij)